# Rezervația de liliac Fântâna Mare
Rezervația de liliac Fântâna Mare este o arie protejată de interes național ce corespunde categoriei a IV-a IUCN (rezervație naturală de tip floristic), situată în județul Tulcea pe teritoriul administrativ al comunei Ciucurova.

## Localizare
Aria naturală se află în partea central-vestică a județului Tulcea (la limita Podișului Babadag cu Podișul Cosmincei), pe teritoriul sudic al satului Fântâna Mare, în apropierea drumului județean (DJ222R) care leagă localitatea Stejaru de  satul Cerbu, pe drumul dintre satul Fântâna Mare si Slava Rusă(Mânăstirea Uspenia).

## Descriere

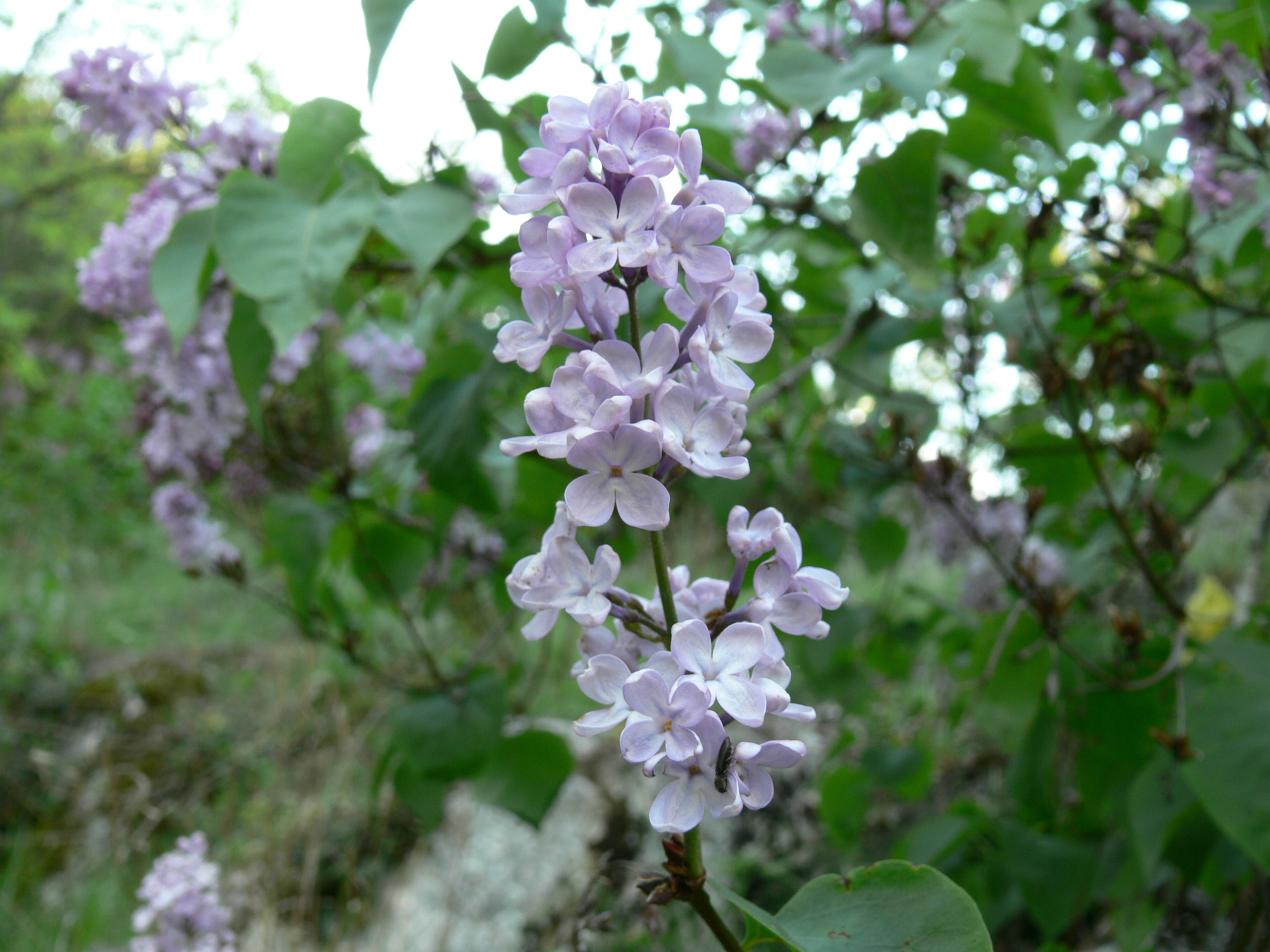
Liliac sălbatic (Syringa vulgaris)

Rezervația naturală a fost declarată arie protejată prin Legea Nr.5 din 6 martie 2000, publicată în Monitorul Oficial al României, Nr.152 din 12 aprilie 2000 (privind aprobarea Planului de amenajare a teritoriului național - Secțiunea a III-a - zone protejate) și se întinde pe o suprafață de 0,30 ha..
Rezervația reprezintă o zonă naturală pe valea Topologului (în limita de contact a Podișului Cosmincei cu cel al Babadagului) cu rol de protecție pentru specia de liliac Syringa vulgaris, un arbust ce aparține familiei Oleaceae, care vegetează în spontan în pâlcuri compacte.